# НАШІ 30
НАШІ 30 — документальний мультимедіа проєкт, що вийшов до 30-ї річниці Проголошення незалежності України. У проєкті зібрані історії про 1990-ті роки в Україні, записані з вуст учасниць і учасників цих подій. «НАШІ 30» нараховує 9 документальних фільмів і 20 подкастів, які створила Лабораторія журналістики суспільного інтересу. Матеріали проєкту були опубліковані на платформах Суспільного мовника.

## Задум та історія створення
У квітні 2021 року відбулася прем’єра документального проєкту «НАШІ 30», присвяченого історії 1990-х років в Україні. Серед матеріалів проєкту — 9 документальних фільмів і лонгрідів до них, 20 подкастів та понад 100 коротких інтерв'ю з українцями — свідками подій епохи 90-х — у форматі «усної історії».
Ідея проєкту була розроблена на основі дослідження «Від «воєн пам’яті» до спільного майбутнього: подолання поляризації в Україні», над яким працювали Лабораторія журналістики суспільного інтересу, науковці програми Арена, що діє при Лондонській Школі Економіки та Університеті Джонса Гопкінса, а також фахівці Київського міжнародного інституту соціології та мережі «Zinc Network».
Це дослідження було покликане дослідити ставлення українців до різних історичних подій. Дослідники зокрема з’ясували, що 90-ті роки були травматичним періодом для багатьох українців.
Проєкт «НАШІ 30» створила команда Лабораторії журналістики суспільного інтересу, незалежних соціологів, дослідників та журналістів за підтримки Посольства США в Україні.
Документальні фільми та подкасти проєкту «НАШІ 30» розповідають про історії шахтарів, кримських татар, екоактивістів, українських жінок, ветеранів Афганської війни; про те, як українці виборювали перші спортивні «нагороди незалежності», вчилися відпочивати по-новому і жити в новій країні. Подкасти озвучили відомі українцями, зокрема виконавиця ONUKA, Сергій Жадан, Джамала, Тарас Тополя, Ірма Вітовська.
Епізоди серіалу та випуски подкасту розповідають історії людей з різних областей, загалом охоплюючи всю Україну.
У межах проєкту також було створено інтерактивний простір «Жива історія», де зібрані історичні дані, документи та архівні відомості. Тут також була можливість усім охочим залишити власний спогад про 90-ті роки.

## Продюсерка і головна редакторка про проєкт
«Це історія онлайн, творчо оцифрована. Ми дали можливість українцям залишити цей шмат історії онлайн. Головним для мене у проєкті було поєднати покоління. Це данина поколінню наших батьків. Сьогоднішні 30-літні, можливо, у чомусь недооцінювали батьків.
У дослідженнях, які передували проєктові, ми з’ясували, що 90-ті — це травма для багатьох. Люди соромилися умов того життя, не говорили про це. Зараз є можливість цю травму пережити, розказати про неї, перенести її в історію. Згадуємо це сьогодні і розуміємо, що таки якось впоралися, вижили»,— Наталя Гуменюк 

## Епізоди серіалу «НАШІ 30»
- Фільм перший «Чуєш гуркіт касок? Шахтарські протести»
- Фільм другий. До 35-річчя катастрофи на ЧАЕС «Горів не блок. Екопротести після Чорнобиля»
- Фільм третій. «Ми вас туди не посилали. Афганська війна»
- Фільм четвертий. Присвячено нашим мамам «Я не зламалась»
- Фільм п’ятий. До Дня боротьби за права кримськотатарського народу «Самоповернення в Крим»
- Фільм шостий. «Все дозволено!»
- Фільм сьомий. «З ногами на вівтар. Біле братство»
- Фільм восьмий. «Швидше, вище, сильніше в 90-ті»
- Фільм дев'ятий. «Той день, коли»[10]